# Saison 2019-2020 de l'Arsenal FC
 (août 2019).
Si vous disposez d'ouvrages ou d'articles de référence ou si vous connaissez des sites web de qualité traitant du thème abordé ici, merci de compléter l'article en donnant les références utiles à sa vérifiabilité et en les liant à la section « Notes et références ».
Chronologie
Saison précédente Saison suivante
La saison 2019-2020 de l'Arsenal FC est la 28e saison du club en Premier League. Le club est en compétition pour le Championnat d'Angleterre, la Coupe d'Angleterre, la Coupe de la Ligue anglaise, et la Ligue Europa.

## Équipe première

### Effectif
| N°                 | Nat                              | Nom                                   | Date de naissance (Âge) | Depuis          | Matchs          | Buts            | En provenance de         |                 |
| Gardiens de but    | Gardiens de but                  | Gardiens de but                       | Gardiens de but         | Gardiens de but | Gardiens de but | Gardiens de but | Gardiens de but          | Gardiens de but |
| ------------------ | -------------------------------- | ------------------------------------- | ----------------------- | --------------- | --------------- | --------------- | ------------------------ | --------------- |
| 1                  | Drapeau de l'Allemagne           | Bernd Leno                            | 4 mars 1992             | 2018            | 68              | 0               | Bayer Leverkusen         |                 |
| 26                 | Drapeau de l'Argentine           | Emiliano Martínez                     | 2 septembre 1992        | 2010            | 37              | 0               | Formé au club            |                 |
| 33                 | Drapeau de l'Angleterre          | Matt Macey                            | 9 septembre 1994        | 2013            | 2               | 0               | Formé au club            |                 |
| Défenseurs         |                                  |                                       |                         |                 |                 |                 |                          |                 |
| 2                  | Drapeau de l'Espagne             | Héctor Bellerín (vice-capitaine)      | 19 mars 1995            | 2013            | 204             | 8               | Formé au club            |                 |
| 3                  | Drapeau de l'Écosse              | Kieran Tierney                        | 5 juin 1997             | 2019            | 24              | 1               | Celtic                   |                 |
| 5                  | Drapeau de la Grèce              | Sokrátis Papastathópoulos             | 9 juin 1988             | 2018            | 69              | 6               | Borussia Dortmund        |                 |
| 16                 | Drapeau de l'Angleterre          | Rob Holding                           | 20 septembre 1995       | 2016            | 78              | 2               | Bolton Wanderers         |                 |
| 17                 | Drapeau du Portugal              | Cédric Soares                         | 31 août 1991            | 2020            | 5               | 1               | Southampton              |                 |
| 20                 | Drapeau de l'Allemagne           | Shkodran Mustafi                      | 17 avril 1992           | 2016            | 142             | 9               | Valence CF               |                 |
| 21                 | Drapeau de l'Angleterre          | Calum Chambers                        | 20 janvier 1995         | 2014            | 101             | 4               | Southampton              |                 |
| 22                 | Drapeau de l'Espagne             | Pablo Marí                            | 31 août 1993            | 2020            | 3               | 0               | Flamengo                 |                 |
| 23                 | Drapeau du Brésil                | David Luiz                            | 22 avril 1987           | 2019            | 43              | 2               | Chelsea                  |                 |
| 31                 | Drapeau de la Bosnie-Herzégovine | Sead Kolašinac                        | 20 janvier 1993         | 2017            | 104             | 5               | Schalke 04               |                 |
| Milieux de terrain |                                  |                                       |                         |                 |                 |                 |                          |                 |
| 8                  | Drapeau de l'Espagne             | Dani Ceballos                         | 7 août 1996             | 2019            | 37              | 2               | Real Madrid              |                 |
| 10                 | Drapeau de l'Allemagne           | Mesut Özil                            | 15 octobre 1988         | 2013            | 254             | 44              | Real Madrid              |                 |
| 11                 | Drapeau de l'Uruguay             | Lucas Torreira                        | 11 février 1996         | 2018            | 89              | 4               | UC Sampdoria             |                 |
| 15                 | Drapeau de l'Angleterre          | Ainsley Maitland-Niles                | 29 août 1997            | 2014            | 100             | 3               | Formé au club            |                 |
| 28                 | Drapeau de l'Angleterre          | Joe Willock                           | 20 août 1999            | 2017            | 61              | 8               | Formé au club            |                 |
| 29                 | Drapeau de la France             | Mattéo Guendouzi                      | 14 janvier 1999         | 2018            | 82              | 1               | FC Lorient               |                 |
| 34                 | Drapeau de la Suisse             | Granit Xhaka                          | 27 septembre 1992       | 2016            | 175             | 12              | Borussia Mönchengladbach |                 |
| 77                 | Drapeau de l'Angleterre          | Bukayo Saka                           | 5 septembre 2001        | 2018            | 42              | 4               | Formé au club            |                 |
| Attaquants         |                                  |                                       |                         |                 |                 |                 |                          |                 |
| 9                  | Drapeau de la France             | Alexandre Lacazette                   | 28 mai 1991             | 2017            | 127             | 48              | Olympique lyonnais       |                 |
| 14                 | Drapeau du Gabon                 | Pierre-Emerick Aubameyang (capitaine) | 18 juin 1989            | 2018            | 109             | 70              | Borussia Dortmund        |                 |
| 19                 | Drapeau de la Côte d'Ivoire      | Nicolas Pépé                          | 29 mai 1995             | 2019            | 42              | 8               | LOSC Lille               |                 |
| 24                 | Drapeau de l'Angleterre          | Reiss Nelson                          | 10 décembre 1999        | 2017            | 38              | 3               | Formé au club            |                 |
| 30                 | Drapeau de l'Angleterre          | Eddie Nketiah                         | 30 mai 1999             | 2017            | 36              | 7               | Formé au club            |                 |
| 35                 | Drapeau du Brésil                | Gabriel Martinelli                    | 18 juin 2001            | 2019            | 26              | 10              | Ituano                   |                 |

### Staff managérial
| Emploi                   | Staff              |
| ------------------------ | ------------------ |
| Entraîneur               | Mikel Arteta       |
| Entraîneurs adjoints     | Freddie Ljungberg  |
| Entraîneurs adjoints     | Steve Round        |
| Entraîneurs adjoints     | Albert Stuivenberg |
| Entraîneurs des gardiens | Iñaki Caña Pavon   |
| Entraîneurs des gardiens | Sal Bibbo          |
| Préparateur physique     | Shad Forsythe      |
| Physiothérapeute         | Simon Harland      |
| Physiothérapeute         | Chris Morgan       |
| Docteur                  | Gary O'Driscoll    |

Source : http://www.arsenal.com

### Tenues
Équipementier : Adidas
Sponsor : Fly Emirates
| Domicile | Domicile alt | Extérieur | Extérieur alt | Autre |

## Transferts

### Mercato d'été

#### Arrivées
| Numéro | Poste | Joueur             | En provenance de | Montant | Date            | Source |
| ------ | ----- | ------------------ | ---------------- | ------- | --------------- | ------ |
| 35     | ATT   | Gabriel Martinelli | Ituano           | 6,7 M€  | 2 juillet 2019  | [ 1 ]  |
|        | DEF   | William Saliba     | AS Saint-Etienne | 30 M€   | 25 juillet 2019 | [ 2 ]  |
| 19     | ATT   | Nicolas Pépé       | LOSC Lille       | 80 M€   | 1er août 2019   | [ 3 ]  |
| 3      | DEF   | Kieran Tierney     | Celtic           | 27 M€   | 8 août 2019     | [ 4 ]  |
| 23     | DEF   | David Luiz         | Chelsea          | 8,7 M€  | 8 août 2019     | [ 5 ]  |

##### Prêts
| Numéro | Poste | Joueur        | En provenance de | Début           | Fin          | Source |
| ------ | ----- | ------------- | ---------------- | --------------- | ------------ | ------ |
| 8      | MIL   | Dani Ceballos | Real Madrid      | 25 juillet 2019 | 30 juin 2020 | [ 6 ]  |

#### Départs
| Numéro | Poste | Joueur               | Destination           | Montant              | Date             | Source |
| ------ | ----- | -------------------- | --------------------- | -------------------- | ---------------- | ------ |
| 1      | GB    | Petr Čech            | Départ à la retraite  | Départ à la retraite | 1er juillet 2019 | [ 7 ]  |
| 12     | DEF   | Stephan Lichtsteiner | FC Augsbourg          | Transfert libre      | 1er juillet 2019 | [ 8 ]  |
| 8      | MIL   | Aaron Ramsey         | Juventus              | Transfert libre      | 1er juillet 2019 | [ 9 ]  |
| 23     | ATT   | Danny Welbeck        | Watford               | Transfert libre      | 1er juillet 2019 | [ 10 ] |
| 13     | GB    | David Ospina         | SSC Naples            | 3,5 M€               | 4 juillet 2019   | [ 11 ] |
|        | ATT   | Takuma Asano         | Partizan Belgrade     | 1 M€                 | 4 août 2019      | [ 12 ] |
| 6      | DEF   | Laurent Koscielny    | Girondins de Bordeaux | 5 M€                 | 6 août 2019      | [ 13 ] |
| 25     | DEF   | Carl Jenkinson       | Nottingham Forest     | 2,2 M€               | 7 août 2019      | [ 14 ] |
| 17     | ATT   | Alex Iwobi           | Everton               | 30,4 M€              | 8 août 2019      | [ 15 ] |
| 18     | DEF   | Nacho Monreal        | Real Sociedad         | 250 000 €            | 31 août 2019     | [ 16 ] |

##### Prêts
| Numéro | Poste | Joueur             | Destination      | Début            | Fin              | Source |
| ------ | ----- | ------------------ | ---------------- | ---------------- | ---------------- | ------ |
|        | DEF   | William Saliba     | AS Saint-Étienne | 25 juillet 2019  | 30 juin 2020     | [ 2 ]  |
| 30     | ATT   | Eddie Nketiah      | Leeds United     | 8 août 2019      | 1er janvier 2020 | [ 17 ] |
| 4      | MIL   | Mohamed Elneny     | Beşiktaş         | 31 août 2019     | 30 juin 2020     | [ 18 ] |
| 7      | MIL   | Henrikh Mkhitaryan | AS Roma          | 2 septembre 2019 | 30 juin 2020     | [ 19 ] |

### Mercato d'hiver

#### Arrivées

##### Prêts
| Numéro | Poste | Joueur        | En provenance de | Début           | Fin          | Source |
| ------ | ----- | ------------- | ---------------- | --------------- | ------------ | ------ |
| 22     | DEF   | Pablo Marí    | Flamengo         | 29 janvier 2020 | 30 juin 2020 | [ 20 ] |
| 17     | DEF   | Cédric Soares | Southampton      | 31 janvier 2020 | 30 juin 2020 | [ 21 ] |

#### Départs

##### Prêts
| Numéro | Poste | Joueur                  | Destination       | Début           | Fin          | Source |
| ------ | ----- | ----------------------- | ----------------- | --------------- | ------------ | ------ |
| 32     | MIL   | Emile Smith Rowe        | Huddersfield Town | 10 janvier 2020 | 30 juin 2020 | [ 22 ] |
| 27     | DEF   | Konstantínos Mavropános | 1. FC Nuremberg   | 13 janvier 2020 | 30 juin 2020 | [ 23 ] |

### Activité globale
| Mercato d'été : 152,4 M€ Mercato d'hiver : 0 M€ Total : 152,4 M€ | Mercato d'été : 42,35 M€ Mercato d'hiver : 0 M€ Total : 42,35 M€ | Mercato d'été : 110,05 M€ Mercato d'hiver : 0 M€ Total : 110,05 M€ |

## Compétitions

### Championnat

#### Classement
| Rang | Équipe                  | Pts | J  | G  | N  | P  | Bp | Bc | Diff | Qualification ou relégation                                             |
| ---- | ----------------------- | --- | -- | -- | -- | -- | -- | -- | ---- | ----------------------------------------------------------------------- |
| 6    | Tottenham Hotspur       | 59  | 38 | 16 | 11 | 11 | 61 | 47 | +14  | Qualification pour le deuxième tour de qualification de la Ligue Europa |
| 7    | Wolverhampton Wanderers | 59  | 38 | 15 | 14 | 9  | 51 | 40 | +11  |                                                                         |
| 8    | Arsenal FC C            | 56  | 38 | 14 | 14 | 10 | 56 | 48 | +8   | Qualification pour la phase de groupes de la Ligue Europa               |
| 9    | Sheffield United P      | 54  | 38 | 14 | 12 | 12 | 39 | 39 | 0    |                                                                         |
| 10   | Burnley FC              | 54  | 38 | 15 | 9  | 14 | 43 | 50 | −7   |                                                                         |

1. ↑  Depuis que le vainqueur de la Carabao Cup, Manchester City est qualifié pour la prochaine Ligue des Champions, la place donnée au vainqueur de la Carabao Cup (Deuxième tour de qualification de la Ligue Europa) sera donné à la sixième place du classement.